# Alpha Ethniki 1977-1978
L'Alpha Ethniki 1977-1978 fu la 42ª edizione della massima serie del campionato di calcio greco, conclusa con la vittoria del AEK Atene, al suo sesto titolo.
Capocannoniere del torneo fu Thomas Mavros (AEK Atene), con 22 reti.

## Formula
Le squadre partecipanti furono 18 e disputarono un girone di andata e ritorno per un totale di 34 partite.
Le ultime due classificate furono retrocesse in Beta Ethniki.
Il punteggio prevedeva due punti per la vittoria, uno per il pareggio e nessuno per la sconfitta.
Il Veria fu penalizzato di dieci punti.
Le squadre ammesse alle coppe europee furono quattro: i campioni alla Coppa dei Campioni 1978-1979, la vincitrice della coppa nazionale alla Coppa delle Coppe 1978-1979 e seconda e terza classificata alla Coppa UEFA 1978-1979.

## Squadre partecipanti
| Squadra         | Città      | Stadio | Stagione 1976-1977 |
| --------------- | ---------- | ------ | ------------------ |
| AEK Atene       | Atene      |        | 4°                 |
| Apollōn Smyrnīs | Atene      |        | 15°                |
| Arīs Salonicco  | Salonicco  |        | 5°                 |
| Egaleo          | Egaleo     |        | Beta Ethniki       |
| Ethnikos Pireo  | Il Pireo   |        | 8°                 |
| Īraklīs         | Salonicco  |        | 12°                |
| Kastoria        | Kastoria   |        | 10°                |
| Kavala          | Kavala     |        | 7°                 |
| OFI Creta       | Candia     |        | 6°                 |
| Olympiacos      | Il Pireo   |        | 2°                 |
| Panachaïkī      | Patrasso   |        | 16°                |
| Panathīnaïkos   | Atene      |        | Campione di Grecia |
| Paniōnios       | Nea Smyrnī |        | 9°                 |
| Panserraïkos    | Serres     |        | 14°                |
| PAOK            | Salonicco  |        | 3°                 |
| PAS Giannina    | Giannina   |        | 11°                |
| Pierikos        | Katerini   |        | 13°                |
| GAS Veria       | Veria      |        | Beta Ethniki       |

## Classifica finale
|                   | Pos. | Squadra         | Pt | G  | V  | N  | P  | GF | GS | DR  |
| ----------------- | ---- | --------------- | -- | -- | -- | -- | -- | -- | -- | --- |
| Grecia (bandiera) | 1.   | AEK Atene       | 53 | 34 | 21 | 11 | 2  | 74 | 27 | +47 |
|                   | 2.   | PAOK            | 46 | 34 | 16 | 14 | 4  | 48 | 24 | +24 |
|                   | 3.   | Panathīnaïkos   | 45 | 34 | 19 | 7  | 8  | 63 | 25 | +38 |
|                   | 4.   | Olympiacos      | 44 | 34 | 17 | 10 | 7  | 46 | 20 | +26 |
|                   | 5.   | PAS Giannina    | 38 | 34 | 14 | 10 | 10 | 45 | 39 | +9  |
|                   | 6.   | Arīs Salonicco  | 36 | 34 | 12 | 12 | 10 | 39 | 35 | +4  |
|                   | 7.   | Ethnikos Pireo  | 32 | 34 | 11 | 10 | 13 | 36 | 45 | -9  |
|                   | 8.   | OFI Creta       | 32 | 34 | 9  | 14 | 11 | 32 | 47 | -15 |
|                   | 9.   | Īraklīs         | 30 | 34 | 9  | 12 | 13 | 46 | 50 | -4  |
|                   | 10.  | Panachaïkī      | 30 | 34 | 8  | 14 | 12 | 38 | 50 | -12 |
|                   | 11.  | Egaleo          | 30 | 34 | 13 | 4  | 17 | 32 | 51 | -19 |
|                   | 12.  | Apollōn Smyrnīs | 29 | 34 | 10 | 9  | 15 | 31 | 40 | -9  |
|                   | 13.  | Kavala          | 29 | 34 | 11 | 7  | 16 | 31 | 50 | -19 |
|                   | 14.  | Panserraïkos    | 28 | 34 | 11 | 6  | 17 | 31 | 38 | -7  |
|                   | 15.  | Kastoria        | 28 | 34 | 10 | 8  | 16 | 33 | 42 | -9  |
|                   | 16.  | Paniōnios       | 28 | 34 | 8  | 12 | 14 | 29 | 42 | -13 |
|                   | 17.  | Pierikos        | 26 | 34 | 10 | 6  | 18 | 46 | 56 | -10 |
|                   | 18.  | GAS Veria       | 18 | 34 | 10 | 8  | 16 | 33 | 52 | -19 |

Legenda:

      Campione di Grecia
      Ammesso alla Coppa UEFA
      Ammesso alla Coppa delle Coppe
      Retrocesso in Beta Ethniki
Note:

Due punti a vittoria, uno a pareggio, zero a sconfitta.
Veria penalizzato di 10 punti

### Verdetti
- AEK Atene campione di Grecia 1977-78 e qualificato alla Coppa dei Campioni
- Panathinaikos e Olympiacos qualificati alla Coppa UEFA
- PAOK Salonicco qualificato alla Coppa delle Coppe
- Pierikos e Veria retrocesse in Beta Ethniki.